# Murgantia tessellata
Murgantia tessellata är en insektsart som först beskrevs av Charles Jean-Baptiste Amyot och Jean Guillaume Audinet Serville 1843.  Murgantia tessellata ingår i släktet Murgantia och familjen bärfisar. Inga underarter finns listade i Catalogue of Life.